# The Tower (Lied)

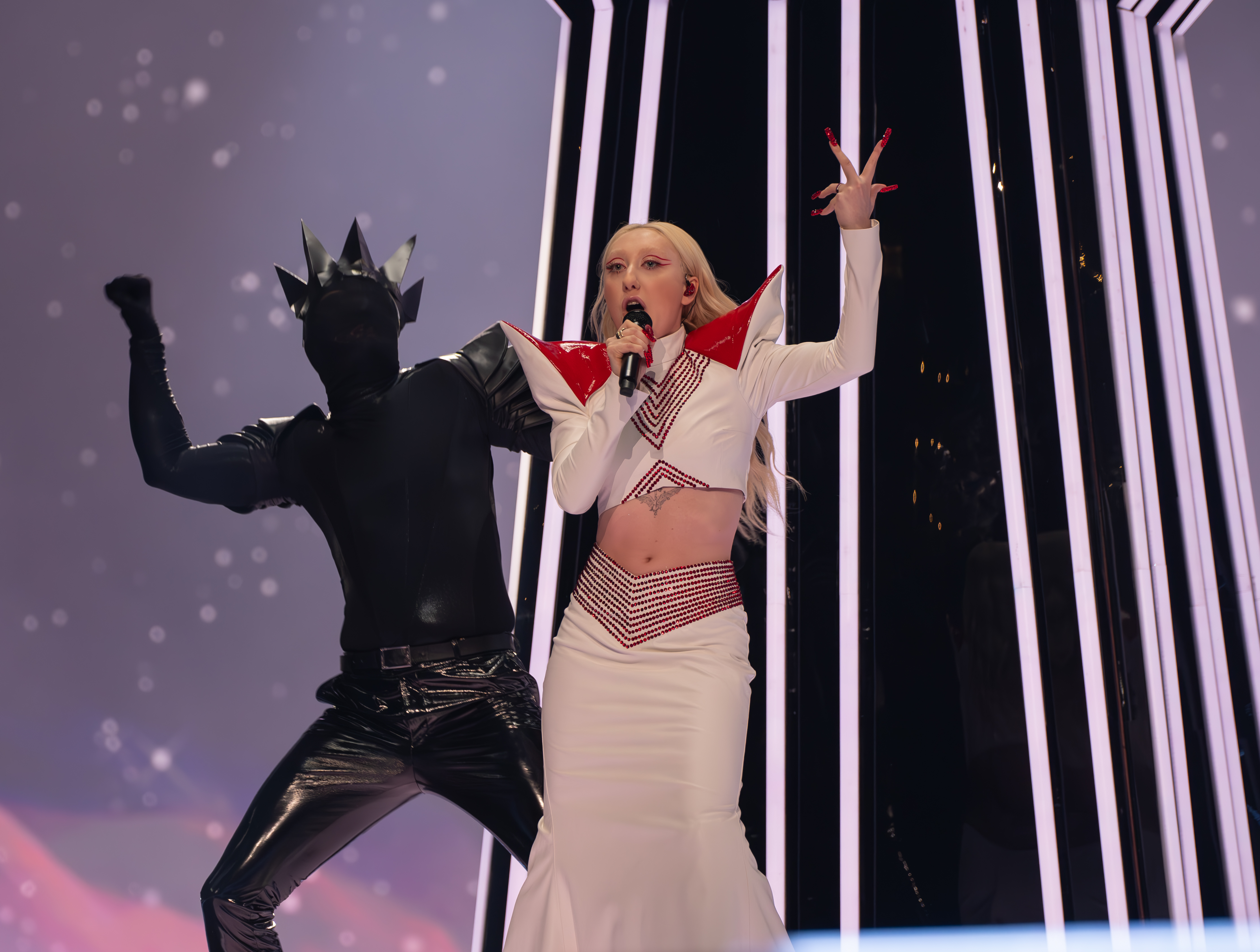
Luna, semi-finals, Eurovision 2024

The Tower ist ein Lied der polnischen Sängerin und Songwriterin Luna. Mit dem Lied vertrat sie Polen bei dem Eurovision Song Contest 2024.

## Hintergrund
Das Lied wurde von Luna alias Aleksandra Katarzyna Wielgomas mit Paul Dixon und Max Cooke geschrieben. Es wurde erstmals am 23. Januar 2024 im Spatif-Nachtclub in Warschau vorgestellt und im Februar 2024 vom polnischen Sender TVP intern ausgewählt.

## Inhalt
In Interviews sagte Wielgomas, dass der Song von einer Reise zur Selbstrealisierung und -aktualisierung von der Negativität handle, der die Menschheit gegenübersteht. Die Metapher des Turms steht für diese Negativität und das begrenzte Potential der Menschen, die es durch das Erklimmen desselben zu überwinden gelte. Wielgomas sagte in einem späteren Interview, dass es darum gehe, seine eigenen Regeln und seinen eigenen Turm zu erschaffen, „create your own rules in the world, your own terms and build your own tower – the one that leads to your destiny, something that is great for your life and for your happiness“.

## Beim Eurovision Song Contest
Beim Eurovision Song Contest 2024 in der Malmö Arena in Malmö, Schweden, wird der Song zunächst im ersten Halbfinale am 7. Mai aufgeführt. Bei der Auslosung am 30. Januar 2024 wurde ihm die erste Hälfte zugelost. Am 26. März 2024 wurde ihm dort der sechste Startplatz zugeteilt. Ins Finale schaffte es der Beitrag nicht, Luna schied mit dem Titel im Halbfinale aus. In diesem erreichte der Titel den zwölften Platz mit 35 Punkten.

## Kommerzieller Erfolg

### Chartplatzierungen
| ChartsChartplatzierungen | Höchstplatzierung | Wochen |
| ------------------------ | ----------------- | ------ |
| Polen (ZPAV)             | 80 (2 Wo.)        | 2      |

### Auszeichnungen für Musikverkäufe
| Land/Region  | Auszeichnungen für Musikverkäufe (Land/Region, Auszeichnung, Verkäufe) | Verkäufe |
| ------------ | ---------------------------------------------------------------------- | -------- |
| Polen (ZPAV) | Gold                                                                   | 25.000   |
| Insgesamt    | 1× Gold ·                                                              | 25.000   |